# Galaxy Express 999
Galaxy Express 999 (銀河鉄道999, Ginga Tetsudō Surī Nain) é uma série de mangá escrita e ilustrada por Leiji Matsumoto. O mangá que, mais tarde, serviu de base para diversos filmes e animes, ganhou, em 1978 o Shogakukan Manga Award de melhor shōnen.

## Personagens
- Tetsuro Hoshino: Garoto terráqueo, protagonista da série, que tem como objetivo vingar a morte da sua mãe.
- Maetel: A misteriosa loira que acompanha Tetsuro em sua jornada pela Galaxy Express.
- Condutor: Alien de corpo invisível que trabalha no trem, responsável por sua condução.
- Capitão Harlock: Famoso pirata espacial, personagem criado por Leiji que possui histórias próprias fora da série.
- Claire: Moça com corpo robótico feito de cristal que trabalha no 999.
- Antares: Famoso bandido que tenta ajudar Tetsuro com a dica "Atire primeiro, pergunte depois".
- Rainha Prometheum: A mãe de Maetel, controla todo o império das máquinas.